# Pryszczyca
Pryszczyca (afoza, zaraza pyska i racic; łac. Aphtae epizooticae; FMD, z ang. foot and mouth disease) – ostra, bardzo zaraźliwa wirusowa choroba zwierząt racicowych hodowlanych i dzikich. W Unii Europejskiej, w tym w Polsce, podlega notyfikacji oraz zwalczaniu z urzędu.
Występuje na całym świecie. Obecnie uważana za najgroźniejszą chorobę zwierząt; jej wystąpienie paraliżuje handel światowy zwierzętami i produktami pochodzenia zwierzęcego oraz powoduje bardzo duże straty ekonomiczne. Na zakażenie wrażliwe są bydło, trzoda chlewna, owce, kozy, bawoły, renifery, wielbłądy, dziki oraz przeżuwacze dziko żyjące. W obrębie tego samego gatunku wrażliwość na zakażenie jest różna.

## Etiologia
Czynnikiem etiologicznym pryszczycy jest wirus pryszczycy (Picornavirus aphtae) z rodziny Picornaviridae rodzaj Aphtovirus. Znane są następujące serotypy wirusa: O, A, C, SAT1, SAT2, SAT3, Asia1. W ich obrębie zidentyfikowano ponad 60 podtypów. Przebycie choroby wywołanej jednym typem wirusa lub uodpornienie się na jeden typ wirusa nie zabezpiecza przed możliwością zakażenia się innymi serotypami. Serotyp O jest odpowiedzialny za wystąpienie ogniska pryszczycy w Wielkiej Brytanii w lutym 2001 r. Podczas tej epidemii poddano ubojowi z konieczności około 4 milionów zwierząt, z czego 3 940 000 sztuk bydła. Straty gospodarcze wyniosły 13,9 miliarda dolarów.

## Źródła zakażenia i patogeneza
Pryszczyca należy do najbardziej zakaźnych chorób zwierząt. Szerzy się przez kontakt pośredni i bezpośredni (drogą kropelkowa) za pośrednictwem ludzi, zwierząt, roślin, artykułów spożywczych, samochodów, nawierzchni dróg, targowisk, wszelkich przedmiotów, a także z wiatrem (60 km na lądzie i nawet 300 km nad morzem); droga aerogenna jest jednak głównym sposobem transmisji wirusa.
Wirus wydalany jest ze śliną, mlekiem i kałem już w okresie wylęgania choroby po kilku godzinach od zakażenia. Świnie są bardziej odporne od bydła na pryszczycę i może się zdarzyć, że choruje bydło, a świnie nie. Chore świnie wydalają wraz z powietrzem wydychanym tysiąckrotnie więcej wirusa niż krowy i produkują w ciągu dnia {\displaystyle 10^{8}} cząstek wirusa.
Do zakażenia najczęściej dochodzi poprzez układ pokarmowy lub układ oddechowy. Możliwe jest także zakażenie poprzez spojówki lub skórę w miejscach słabo owłosionych. Po wniknięciu do organizmu wirus namnaża się i tworzy od jednego do kilku pęcherzy pierwotnych. Znikają one bardzo szybko. W kolejnym etapie wirus trafia do krwi, gdzie następuje jego powtórne namnożenie się. Po namnożeniu patogen znika z krwi i umiejscawia się w miejscach predylekcyjnych, w których tworzy pęcherze wtórne.

## Objawy
Okres inkubacji 2 do 7 dni, czasami może wynieść 10 dni. Pierwszym objawem jest gorączka, która jest dużo wyraźniej zaznaczona u zwierząt młodych. W obrazie krwi początkowo występuje leukocytoza, później leukopenia.
Rozróżnia się dwie postacie choroby: postać łagodną i postać złośliwą.

### Postać łagodna

#### Bydło domowe
Pierwszym objawem choroby u bydła domowego jest ślinienie podczas przyjmowania pokarmu oraz tzw. „mlaskanie” związane z otwieraniem i zamykaniem pyska.  Następuje podwyższenie temperatury ciała, występują dreszcze, w końcu dochodzi do utraty apetytu i niechęci do jedzenia.  Uwidacznia się obrzęk i zaczerwienienie błony śluzowej pyska. W następstwie tych zmian pojawiają się pęcherze  m.in. na skórze szpary międzyracicznej oraz na wymionach.

#### Świnie
Wrażliwość świń na pryszczycę jest dużo mniejsza niż bydła, w związku z czym nawet gdy choruje bydło, świnie mogą nie chorować. Często przebieg pryszczycy u tych zwierząt jest bezobjawowy. Okres wylęgania choroby u świń wynosi od kilkunastu godzin do 5 dni. Pierwszym objawem jest podniesienie temperatury ciała do 40-41 °C, osłabienie oraz wychudzenie. Objawy u świń występują w postaci pęcherzy w błonie jamy ustnej, na języku, ryju, na skórze międzyracicznej, na koronie i piętkach racic co powoduje u nich kulawiznę i powolne lub szybkie zejście puszek rogowych. Pęcherze mogą osiągać średnicę 3 cm i są wypełnione mętnym płynem, czasami z krwawym podbiegnięciem. Zakażone pryszczycą lochy prośne mogą ronić. U prosiąt choroba przebiega w formie ostrej z wysoką śmiertelnością.

#### Owce
Choroba ma przebieg dużo łagodniejszy niż u bydła. Pierwsze objawy mogą wystąpić już po 24 godzinach. Jednym z nich jest wzrost temperatury ciała do 40-41 °C, która może utrzymywać się nawet do 3 dni. Pęcherze pryszczycowe są dużo mniejsze niż u innych zwierząt. Występują na błonie śluzowej jamy ustnej oraz na kończynach.

#### Kozy
Objawy podobne jak u bydła z tą różnicą, że przebiegają w łagodniejszej formie. W przypadku kóz może nastąpić zanik mleczności. W cięższych przypadkach w okresie ciąży mogą następować poronienia.

### Postać złośliwa
Złośliwa postać występuje dopiero w późniejszym okresie choroby. Występuje u zwierząt, które zdrowieją (nie występuje u nich gorączka i zaczynają przyjmować pokarm). Zwierzęta te stają się osowiałe, przestają zwracać uwagę na otoczenie. Dodatkowo chwieją się, dyszą, zgrzytają zębami, a następnie padają na ziemię i wkrótce zdychają.

## Zmiany anatomopatologiczne
Zmiany anatomopatologiczne w głównej mierze dotyczą miejsc predylekcyjnych, w których stwierdza się pęcherze pryszczycowe.

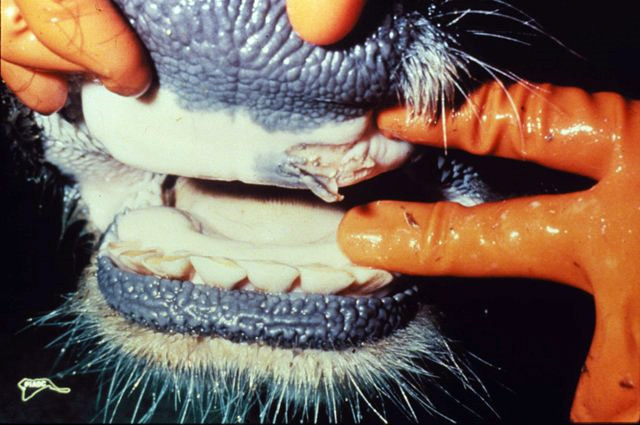
Pęknięty pęcherz pryszczycowy – nadżerka

Pęcherze po pęknięciu pozostawiają nadżerkę, która może przekształcić się w owrzodzenie. Zmiany takie występują na skórze, na błonach śluzowych jamy ustnej oraz w krtani, oskrzelach, przełyku, żołądku, jelitach. U przeżuwaczy zmiany takie występują głównie w żwaczu. W worku osierdziowym stwierdza się zwiększoną ilość płynu. Przy powikłaniach bakteryjnych w różnych częściach ciała występują ogniska ropne.

## Rozpoznanie
W okresie powstawania pęcherzy pryszczyca jest łatwa do rozpoznania. Choroba jest trudna do rozpoznania klinicznego w początkowym i końcowym stadium. Podejrzenie pryszczycy potwierdza się badaniami laboratoryjnymi. Wykonuje się test ELISA, badania reakcji polimeryzacji łańcuchowej, testowe zakażenia doświadczalne.

## Rozpoznanie różnicowe
Należy uwzględnić różne procesy chorobowe w obrębie jamy ustnej przypominające pryszczycę:
- Owce – należy wykluczyć: chorobę niebieskiego języka, niesztowicę, nekrobacylozę, ospę.
- Świnie – należy wykluczyć: chorobę pęcherzykową, pęcherzykowe zapalenie jamy ustnej.

## Leczenie
Leczenie pryszczycy jest prawnie zakazane.

## Zapobieganie i zwalczanie
Pryszczyca jest chorobą zwalczaną z urzędu. W wypadku stwierdzenia choroby zarażone stado oraz wszystkie wrażliwe na pryszczycę zwierzęta znajdujące się w ognisku choroby poddaje się ubojowi z konieczności.
Dawniej stosowano aftyzację
Pryszczyca jest chorobą zwalczaną z urzędu w skali światowej. Obecnie stosuje się dwie metody postępowania przy walce z tą chorobą: pierwsza to eliminacja chorych i podejrzanych zwierząt, druga polega na szczepieniu i eliminacji zaszczepionych zwierząt, które zachorowały. Czasami stosuje się kombinację obu metod. Metoda radykalna została zastosowana podczas epidemii z 2001 roku, która wystąpiła w Wielkiej Brytanii. Zastosowanie tej metody spowodowało powstanie olbrzymich kosztów i strat oraz wywołało protesty przeciw wybijaniu zwierząt, natomiast metoda zastosowana w Holandii miała wielu zwolenników. W związku z powyższym coraz częściej dyskutuje się o weryfikacji strategii zwalczania pryszczycy.

## Występowanie u ludzi
Jako choroba odzwierzęca jest spotykana rzadko, a samo zarażenie się jest trudne. Do chwili obecnej opisano kilkaset przypadków pryszczycy u ludzi, ale na podstawie objawów klinicznych i wyników badań laboratoryjnych udowodniono niewiele ponad 40 zachorowań. Przyczyną zachorowań jest bezpośredni kontakt z chorym zwierzęciem (np. lekarz weterynarii) lub najczęściej poprzez spożywanie surowego mleka. Choroba nie powoduje powikłań ani zgonu. Najczęściej występują następujące objawy: gorączka, bóle głowy i kręgosłupa, zaczerwienienie błony śluzowej jamy ustnej, wymioty, pęcherze na wargach, języku, policzkach. Mogą wystąpić także pęcherze na skórze rąk. Przebieg choroby jest łagodny i kończy się wyzdrowieniem w ciągu 8 do 14 dni.
Obecnie najlepiej opisany przypadek pryszczycy u człowieka miał miejsce w Wielkiej Brytanii w roku 1966 w czasie panującej wówczas epizootii. U mieszkańca zapowietrzonej farmy w hrabstwie Northumberland wystąpiły typowe dla pryszczycy objawy kliniczne. Manifestowały się one pęcherzami w jamie ustnej oraz na dłoniach. Pęcherze występowały również pomiędzy palcami u nóg. Pobrane próbki nabłonka z pęcherzy przesłano do Instytutu Chorób Zwierząt w Pirbright, gdzie zdiagnozowano wirusa pryszczycy serotyp O, o identycznych właściwościach antygenowych jak wyizolowany od chorego zwierzęcia.